# Smiliceroides
Smiliceroides is een geslacht van kevers uit de familie  
kniptorren (Elateridae).
Het geslacht is voor het eerst wetenschappelijk beschreven in 1906 door Schwarz.

## Soorten
Het geslacht omvat de volgende soort:
- Smiliceroides quadrilineatus (Schwarz, 1900)